# Střední zdravotnická škola Chomutov
Střední zdravotnická škola Chomutov je střední škola v centru Chomutova. Byla založena roku 1970. Na škole je zatím jeden obor Zdravotnický asistent. Studium je zakončeno státní maturitou. Na škole studuje téměř 420 žáků. Od roku 2012 je součástí sloučené školy ESOZ Chomutov.

## Odborná praxe
Hlavní předmět, Ošetřovatelství, probíhá v prvním a druhém ročníku v prostorách školy, v odborných učebnách. Žáci se učí správné komunikaci s nemocnými, základní ošetřovatelské úkony i vedení ošetřovatelské dokumentace. Probíhají také mikroexkurze na reálná oddělení chomutovské nemocnice.
Od třetího ročníku probíhá Ošetřovatelství přímo v nemocnici na základních odděleních: interní, chirurgické a dětské. Později také na ortopedii, neurologii, gynekologicko-porodnickém oddělení a i na jednotkách intenzivní péče. V závěru 3. ročníku konají žáci povinnou čtyřtýdenní odbornou praxi v nemocnicích v Chomutově, Kadani nebo v Žatci.

## Vyučované předměty
V prvním ročníku se učí tyto předměty: český jazyk literatura a mluvnice, matematika, dějepis, ošetřovatelství, cizí jazyk, chemie, fyzika, somatologie, latinský jazyk, psychologie, občanská nauka, počítače, tělesná výchova, biologie.
V druhém ročníku přibudou tyto předměty: veřejné zdravotnictví a výchova ke zdraví, tělesná výchova, klinická propedeutika, první pomoc.
Ubudou tyto předměty: latinský jazyk

## Středoškolská odborná činnost
Žáci školy se dříve aktivně zapojovali do Středoškolské odborné činnosti, a to především v oboru zdravotnictví – soutěžili například s novými pomůckami k léčbě či novou technikou léčby.

## Peer programy
Na škole probíhají tzv. peer programy pro žáky základních škol. Peer program je obohacení vědomostí žáku o problémech dnešní doby z pohledu vrstevníka. V současnosti běží: Nebojím se poskytnout první pomoc – pro žáky druhého stupně ZŠ. 